# Dawn Gan
Nhan Lê Minh (tiếng Trung: 颜黎明; bính âm: Yán Límíng; 15 tháng 4 năm 1963 – 22 tháng 9 năm 2018), còn được biết đến với nghệ danh Dawn Gan, là một nữ ca sĩ nhạc Tân dao người Singapore. Bà được coi là một trong những ca sĩ theo dòng nhạc Tân dao tiên phong ở Singapore.

## Đầu đời và giáo dục
Gan sinh ngày 15 tháng 4 năm 1963. Bà từng theo học tại trường trung học River Valley (RVHS) và trường cao đẳng Quốc gia (NJC).

## Sự nghiệp
Vào năm 1984, Gan đã ký hợp đồng làm ca sĩ 5 năm với Công ty Tony Wong và là một trong hai ca sĩ thu âm nhạc Tân dao solo đầu tiên.
Gan đã hát bài nhạc phim "Youth 1 2 3" cho bộ phim truyền hình The Happy Trio phát sóng năm 1986 trên kênh Channel 8 của Tập đoàn Phát thanh Truyền hình Singapore (SBC). Tháng 9 năm 1986, Công ty Tony Wong sắp ngừng hoạt động và đồng ý kết thúc hợp đồng 5 năm của bà trước điều khoản sẽ bãi bỏ hợp đồng nếu công ty không phát hành album mới cho nghệ sĩ trong vòng một năm kể từ ngày ra mắt sản phẩm mới nhất. Đến tháng 3 năm 1987, Gan tiếp tục ký hợp đồng với hãng thu âm Ocean Butterflies Music.
Năm 1988, Gan lần đầu tham gia diễn xuất trong một bộ phim truyền hình của Channel 8 Song of Youth, với nội dung nói về những ca sĩ trẻ đầy tham vọng. Trong phim, bà vào vai sinh viên đại học cùng tên với tính cách giống con người thật của bà có sở thích đi viết lời nhạc cho người khác. Để quảng bá tác phẩm, SBC đã tổ chức một buổi hòa nhạc mà Gan cũng biểu diễn tại đó. Sau này bà đã rời Ocean Butterflies Music và ký hợp đồng với công ty thu âm WEA Records (nay là Warner Music Group). Dù vậy việc sản xuất các album của bà vẫn do Ocean Butterflies Music thực hiện.
Từ năm 2008, Gan thường xuyên biểu diễn tại sự kiện Xinyao Reunion Concert tổ chức thường niên bởi TCR Music Station cho đến năm 2018. Tháng 7 năm 2014, bà cũng xuất hiện tại một buổi hòa nhạc nhạc Tân dao tổ chức tại Bras Basah Complex như là một phần của bộ phim tài liệu nói về dòng nhạc này, The Songs We Sang.

## Cuộc sống cá nhân
Gan đã kết hôn và có hai con trai một con gái. Bà sống ở Hồng Kông cùng với gia đình của mình.
Vào năm 2013, bà được chẩn đoán mắc bệnh sarcoma mô mềm và ung thư vú giai đoạn đầu năm 2014. Bà đã phải trải qua năm cuộc phẫu thuật để loại bỏ bốn khối u và một thùy phổi; Gan được xem như không còn khối u tính đến năm 2016. Bà qua đời vào ngày 22 tháng 9 năm 2018 tại Hồng Kông.
Hai buổi hòa nhạc đã được tổ chức sau đó để tưởng nhớ đến Gan, với một sự kiện tổ chức ở Trung tâm Văn hóa Trung Hoa Singapore vào ngày 10 tháng 10 năm 2018 bởi TCR Music Station và một buổi hòa nhạc khác là "Embracing Dawn – Farewell For Dawn Gan" được biểu diễn tại Nhà hát Capitol trong ngày 15 tháng 10 năm 2018 do Chinese Media Group và Ocean Butterflies Music tổ chức.

## Âm nhạc
Danh sách này không đầy đủ, bạn cũng có thể giúp mở rộng danh sách.
| Năm  | Tên đĩa           | Tên gốc    | Tham khảo |
| ---- | ----------------- | ---------- | --------- |
| 1985 | Girl Next Door    | 偶遇的女孩 | [ 14 ]    |
| 1986 | Youth 1 2 3       | 青春 1 2 3 | [ 15 ]    |
| 1987 | Popular Songs     | 流行歌曲   |           |
| 1988 | After Graduation  | 毕业以后   |           |
| 1989 | The Heart Of Dawn | 黎明的心   |           |